# Esercito siriano libero
L'Esercito Siriano Libero (ESL) o Esercito della Siria Libera (in arabo الجيش السوري الحر‎?, al-jaysh al-sūrī al-ḥurr), conosciuto anche con la traduzione in inglese Free Syrian Army (FSA), è una forza armata che combatte contro le forze armate siriane e il governo di Baššār al-Asad.
È uno dei più importanti gruppi di opposizione armata operativo in Siria e attivo durante la guerra civile siriana e composto da ex personale e volontari delle forze armate siriane. Il capo del gruppo, che si è identificato come "colonnello Riyāḍ al-Asʿad", ha annunciato che l'Esercito Siriano Libero avrebbe appoggiato i dimostranti, proteggendoli dagli attacchi dei soldati del regime, e ha dichiarato che tutte le forze di sicurezza che attaccano i civili sono obiettivi legittimi.

## Storia

### L'appello su internet
La sua formazione è stata annunciata il 29 luglio 2011 in un video diffuso su internet da un gruppo di disertori dell'esercito che ha invitato i membri dell'esercito siriano a disertare e unirsi a loro durante la guerra civile siriana. Le prime defezioni avvengono quando l'esercito regolare era stato mandato a stroncare gli insorti a Darʿa. Il governo dispiegò anche mezzi militari ad Homs, ad Hama, a Latakia, ad Aleppo e a Darʿa, periferia a sud della capitale Damasco, per reprimere i manifestanti. Nel luglio del 2011, constatando la necessità di agire, Riyad al-As'ad e un gruppo di ufficiali annunciarono la formazione di un Esercito Siriano Libero, con l'obiettivo di proteggere i manifestanti civili inermi e aiutarli a rovesciare il regime di governo.

### La formazione
Riyāḍ al-Asʿad annunciò il 29 luglio 2011 la formazione di un esercito di opposizione. Spiegò che la formazione dell'Esercito Libero era stato determinata dalla defezione di soldati regolari ligi al dovere verso la Nazione, alla lealtà nei confronti della popolazione, al sentimento della necessità di decisioni risolutive per metter fine agli assassinii del governo e al senso di responsabilità dei militari di proteggere il libero inerme popolo siriano. Proseguì annunciando la formazione dell'Esercito Siriano Libero per operare col popolo, mano nella mano, al fine di conseguire libertà e dignità, abbattere il governo, proteggere la rivoluzione e le risorse del Paese e fronteggiare la irresponsabile macchina militare che protegge il sistema.
al-Asʿad esortò gli ufficiali e i militari dell'esercito regolare a "disertare dalle forze armate, a smettere di puntare i loro fucili al petto del loro popolo, a unirsi all'esercito libero e a formare un esercito nazionale che potesse difendere la rivoluzione e ogni parte del popolo siriano con ogni sua componente". Continuò affermando che l'esercito siriano regolare "[rappresenta] le bande criminali che proteggono il regime" e dichiarò che "d'ora in poi le forze di sicurezza che uccidono civili e assediano le città saranno considerate legittimi bersagli. Li colpiremo in ogni parte del territorio siriano, senza alcuna eccezione".

### Le diserzioni
Dall'estate del 2011 v'è stato un flusso costante di defezioni a favore dell'esercito siriano libero, documentato in materiale video. Rapporti d'intelligence di provenienza occidentale stilati nel dicembre del 2011 hanno puntualizzato che più di metà dei coscritti di leva non si sarebbero presentati ai loro reparti nel corso delle ultime tre chiamate di leva, e che ufficiali di basso rango hanno disertato in gran numero. In alcuni casi, secondo una fonte israeliana, intere unità avrebbero disertato in massa. Durante l'inverno 2011/2012, l'ESL continuò a dare l'annuncio della formazione di nuove unità militari, dichiarando pubblicamente a Baššār al-Asad: "ci troverai ovunque in ogni momento, ed assisterai a ciò che non ti aspetti, fino al ristabilimento dei diritti e della libertà del nostro popolo." In un tentativo d'indebolire le forze pro-Asad, l'ESL emise una dichiarazione a metà novembre 2011 in cui annunciava che un Consiglio militare transitorio era stato costituito.

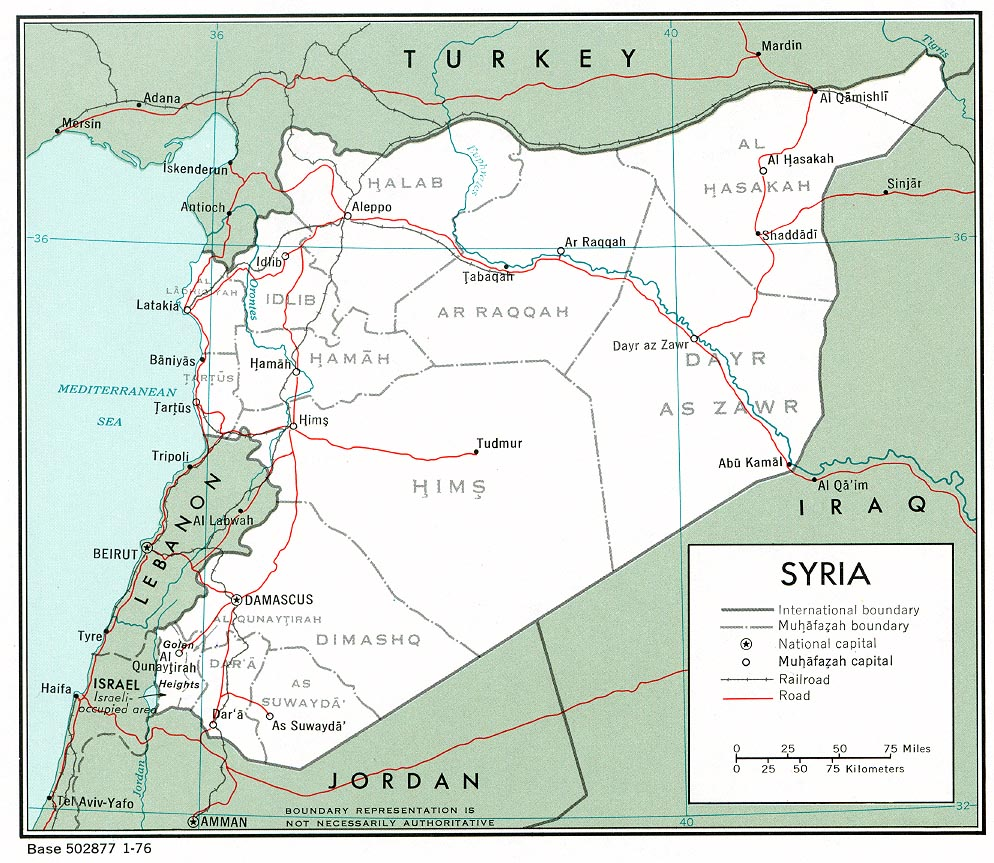
L'ESL opera in tutta la Siria, sia nelle aree urbane sia in quelle extraurbane.

Nel gennaio del 2012, proseguono le diserzioni di rilievo tra gli ufficiali di rango più elevato. Il 6 gennaio 2012 il generale Mustafa al-Shaykh delle forze regolari siriane diserta dalle forze governative per unirsi all'ESL. Un giorno più tardi, il colonnello ʿAfīf Maḥmūd Sulayma della divisione logistica dell'Aeronautica Militare Siriana diserta anch'egli con almeno 50 dei suoi uomini e si unisce all'ESL. Annuncia la diserzione del gruppo in diretta televisiva e ordina ai suoi uomini di proteggere i manifestanti nella città di Hama. Il col. Sulayma dichiara: "Apparteniamo all'esercito e abbiamo disertato perché il governo sta uccidendo dimostranti civili. L'esercito regolare attacca con armi pesanti Hama, con raid aerei e con carri armati pesanti ... Chiediamo che osservatori della Lega Araba vengano a visitare le aree colpite da incursioni aeree e da altri attacchi, così da poter vedere le distruzioni coi loro stessi occhi, e vi chiediamo di inviare qualcuno per portare alla luce le tre aree cimiteriali ad Hama coi loro oltre 460 cadaveri." Defezioni hanno luogo anche una settimana dopo, quando un altro generale delle forze armate regolari diserta per raggiungere gli oppositori nella città di al-Qusayr, nella provincia di Homs.
Il gen. Mustafa al-Shaykh ha dichiarato alla Reuters che più di 20.000 soldati in totale avevano disertato l'esercito regolare dall'inizio del conflitto civile e che l'ESL aveva assunto il controllo di larghe parti del territorio siriano. Disse in un'altra intervista del 12 gennaio 2012: "Se consideriamo che da 25.000 a 30.000 giovani disertano, impegnandosi nella guerriglia in piccoli gruppi di 6-7 persone, ciò è sufficiente a svuotare l'esercito regolare in 1 anno o 1 anno e mezzo, anche se essi fossero armati solo con lanciarazzi RPG ed armi leggere", ricordando comunque che la maggioranza dei disertori dell'esercito siriano aveva raggiunto le proprie famiglie anziché unirsi ai rivoltosi. Il 29 gennaio, giunsero notizie di una nuova ondata di diserzioni da parte di ufficiali di alto grado dopo che l'esercito regolare era stato impiegato per reprimere le rivolte scoppiate nei suburbi di Damasco. Almeno due generali e centinaia di soldati, con le loro armi, avevano defezionato in quelle circostanze.
Il 21 febbraio 2012, il gen. Fāyez ʿAmr, dell'Aeronautica Militare Siriana, di origine turcomanna e nativo del distretto di Bāb ʿAmr ad Homs, raggiunse le file dell'opposizione armata. Un altro generale, appartenente ai servizi d'informazione, disertò e riparò in Turchia. Il suo nome non fu però rivelato per motivi di sicurezza. Ciò avvenne nel momento stesso in cui il sottotenente disertore ʿAbd al-Salām ʿAbd al-Razzāq, che aveva lavorato nel dipartimento delle armi chimiche, aveva rivelato che erano stati usati a Bāb ʿAmr "3-chinoclidinile benzilato, Gas CS e benzilato di clorina, che danneggiano il sistema nervoso delle persone e le uccidono". Aggiunse anche che alcuni soldati siriani erano stati riforniti con maschere antigas per proteggersi. Fu anche riportato da organi di stampa che un brigadier generale aveva disertato ad Idlib con 200 dei suoi soldati. Il mese successivo, il gen. Adnan Farzat, della città di Rastan, e altri due generali disertarono. Fonti del governo turco riferirono che nello stesso mese vi era stato un incremento di 20.000 diserzioni, portando il tale delle defezioni a un numero complessivo di 60.000 soldati.
Il 24 marzo 2012, l'ESL si fuse col Consiglio Supremo Militare. I due gruppi convennero di metter da parte ogni loro divergenza e in una dichiarazione affermarono: "Innanzi tutto disponiamo di unificare tutti i consigli militari e tutti i battaglioni armati all'interno del Paese, sotto un comando unificato dell'ESL e di ubbidire a tutti gli ordini del comandante dell'ESL, il col. Riyāḍ al-Asʿad".

### La riorganizzazione del dicembre 2012
Il 7 dicembre 2012, da 260 a 550 comandanti e rappresentanti dei gruppi di opposizione armata siriana, senza però il comandante dell'ESL Riyāḍ al-Asʿad, s'incontrarono ad Antalya e dettero vita a un comando unificato (o "Consiglio del Comando") di 30 persone. Costoro elessero capo di stato maggiore dell'Esercito Siriano Libero il brigadier generale Salim Idris. Componenti delle forze di sicurezza degli USA, del Regno Unito, della Francia, del Consiglio di Cooperazione del Golfo e della Giordania erano presenti all'incontro.
All'incirca due terzi degli eletti del nuovo organismo erano persone associate alla Fratellanza Musulmana in Siria e disertori, componenti di spicco dell'esercito regolare siriano durante il governo di Bashar al-Assad, che furono tutti esclusi. Il Fronte al-Nusra e Ahrar al-Sham vennero esclusi dall'incontro e dal comando unificato. Si disse che il nuovo capo di stato maggiore non aveva alcuna ideologia che lo condizionasse, mentre due dei suoi vice-capi di stato maggiore - ʿAbd al-Bāsiṭ Ṭawīl, proveniente dal governatorato di Idlib e ʿAbd al-Qādir Ṣāliḥ proveniente invece dal Governatorato di Aleppo - erano di moderate simpatie islamiste. The Huffington Post affermò che "il comando dell'ESL sembrava voler accantonare i gruppi estremisti che avevano svolto un ruolo preponderante negli ultimi mesi" e che ci sarebbero stati cinque comandanti collegati alle cinque regioni della Siria.

## Attività politica
L'ESL si è coordinato con il Consiglio nazionale siriano a partire dal dicembre del 2011, e sostiene la Coalizione nazionale siriana delle forze dell'opposizione e della rivoluzione dopo la sua creazione nel novembre del 2012. Una più vasta riorganizzazione della struttura di comando dell'ESL ha avuto luogo nel dicembre del 2012, con al-Asʿad che ha conservato nominalmente la sua posizione, perdendo però l'effettivo potere, mentre il brigadier generale Salim Idris diventava capo di stato maggiore e comandante effettivo.
Riyāḍ al-Asʿad ha stabilito nell'ottobre del 2011 che l'ESL non aveva obiettivi politici oltre quello della rimozione del presidente siriano Baššār al-Asad. L'ESL ha anche affermato che il conflitto non aveva matrici settarie, che esso ospitava nei suoi ranghi anche alauiti ostili al governo e che non vi sarebbero state rappresaglie se il regime siriano fosse caduto. Il 23 settembre 2011, l'Esercito Siriano Libero si fuse con il Movimento dei Liberi Ufficiali (in arabo حركة الضباط الأحرار‎?, Ḥarakat al-ḍubbāṭ al-aḥrār), diventando così il principale gruppo dell'opposizione al regime di Baššār al-Asad. Ai primi di dicembre del 2011, si stimavano tra i 15.000 e i 25.000 i disertori delle forze armate siriane regolari, Fonti dell'intelligence statunitense stimavano che si trattasse di più di 10.000 disertori.

## Aree di attività
L'ESL opera in tutta la Siria, sia in aree urbane, sia in aree rurali. Le sue forze sono attive a Nord-Ovest (Idlib, Aleppo), nelle regioni centrali (Homs, Hama e Rastan), lungo la costa nelle vicinanze di Latakia, a Sud di (Darʿa e nel Hawran), a Est (Deyr el-Zōr, Abu Kamal) e nell'area di Damasco. La più vasta concentrazione di queste forze sembra essere nelle regioni centrali (Homs, Hama ed aree adiacenti), con 9 o più battaglioni attivi. Il Segretario generale delle Nazioni Unite, Ban Ki-moon, ha detto che l'Esercito siriano libero controlla parti significative di alcune città. Dal mese di dicembre del 2012 la città di Aleppo con la città di Idlib escono quasi completamente dal controllo dell'esercito di Assad, la periferia della capitale è quasi tutta sotto il controllo dei ribelli, le città di Homs e Hama vengono conquistate lentamente.